# Мостюк Яків Григорович
Мостюк Яків Григорович (3 квітня 1905 — 1 січня 1973) — галицький церковний і громадський діяч, композитор, художник, хормейстер, священник Української греко-католицької церкви.

## Ранні роки, освіта
Народився в селі Кукезів (нині Львівська область) в бідній греко-католицькій родині Григорія Мостюка та Анни з родини Домбських. Ян Домбський (Jan Dąbski), двоюрідний брат Анни— це в майбутньому відомий польський політик, дипломат, громадський діяч, журналіст. Його тато Томаш Домбський був хресним татом Якова.
Тато Григорій помер, коли Якову виповнився рік, і Анна самотужки виховувала дітей у християнському та патріотичному українському дусі. Старший брат Якова— Петро у віці 18 років вступив до легіону Українських січових стрільців у складі Української галицької армії. Легіон УСС входив до складу групи «Схід» УГА і в січні 1919 був переформований на 1-шу бригаду УСС, командантом якої був отаман Осип Букшований. Петро загинув під час боїв Чортківської офензиви 23 червня 1919 року (похований в с. Виписки біля Львова).
23 серпня 2015 року з ініціативи місцевого осередку та підтримки районної організації ВО «Свобода» відбулося вшанування пам'яті «Січового Стрільця» УГА Петра Мостюка, який у 1919 році загинув у бою з поляками. Прийшли вшанувати пам'ять «січовика» громада та священики з навколишніх сіл. Після освячення відновленої могили Петра Мостюка та хреста відбулося віче.
Початкову освіту Яків отримував в сільській церковній школі с. Кукезова. З дитинства Яків співав в церковному хорі і відрізнявся абсолютним слухом і гарно малював. Коли дяк побачив любов дитини до малювання, то дав завдання намалювати коня. Яків з легкістю справився з цим завданням. Вчитель викликав маму до школи і порадив обов'язково віддати талановиту дитину навчатись до гімназії, до Львова. Яків рано втратив батька, але мати не шкодувала грошей на освіту наймолодшого сина і віддала його до гімназіі.
В 1818—1925 роках Яків Мостюк навчався в Львівській академічній гімназії, де вивчав 12 предметів: релігія, латинська, українська (руська), польська, німецька, грецька мови, географія і історія, математика, історія натуральна (зоологія і ботаніка), фізика, логіка, психологія. До необов'язкових предметів належали: каліграфія, рисунки, стенографія, спів, французька і англійська мови. Українська гімназія була дійсно українською, як тоді називано «руською»(не плутати з російською). Вчителі історії і географії (Юрій Полянський, Омелян Терлецький— географія, Яків Яцкевич, Северин Лещій- математика, о. С. Шпитковський та ін.) багато часу присвячували рідній українській історії й географії під час викладів всесвітньої історії й історії Польщі. Суміжні дисципліни викладали визначні вчені-педагоги, серед них: Іван Раковський— учитель природознавства і математики (до 1928р.), антрополог, голова НТШ (1934—1939рр.), Олександр Тисовський— учитель природознавства і математики, організатор, основоположник та ідейний натхненник «Пласту», Юрій Рудницький (літературний псевдонім— Юліан Опільський)— учитель німецької та польської мов, видатний поет, Тарас Франко— учитель української, німецької, польської мов та «руханки» (фізичного виховання) (1922—1928рр.), син великого українського письменника Івана Франка.
Переважна більшість викладачів гімназії були членами Наукового товариства ім. Т. Шевченка у Львові, частина з них брала участь у визвольних боях за Львів, як командири, сотники або поручники Української Галицької Армії. Яків та інші гімназисти мали цінні взірці для наслідування.
Товаришами-гімназистами Якова були— Володимир Стернюк, Мирон Труш— син Івана Труша, Роман Шухевич— він навчався в філії гімназії.
Після закінчення Академічної львівської гімназіі Яків Мостюк в 1925 вступив до Духовної семінарії Львівскої Архієпархії УГКЦ, ректором якої був Йосиф Сліпий (1926—1945рр.). У 1926р. під керівництвом Й. Сліпого відбулися установчі збори товариства, на яких розроблено його статут на зразок вищої установи університетського типу, який затвердив митрополит Української греко-католицької церкви Андрей Шептицький (1901—1944 рр). Незабаром, 6 жовтня 1929р. відбулося відкриття Львівської Богословської Академії. Робота «Читальні» Академії була розділена на богословську, літературну, музично-драматичну, культурно-освітню, видавничу, палітурну, суспільну і господарську секції. Яків Мостюк, завдяки своїм здібностям, став керівником музично-драматичної секції. «На першому її засіданні, яке відбулося 8 грудня 1929р., керівник секції Яків Мостюк розповідав студентам історію розвитку театрального мистецтва, ділився своїм досвідом щодо постановки і режисури театралізованих вечорів.»
Святу Тайну Священства прийняв із рук митрополита Андрея Шептицького у 1931 році.

## Священство
В 1930 році до прийняття Таїнства Священства Яків Мостюк одружився зі Стефанією Батюк (1907—1972). Стефанія, випускниця Української жіночої учительської семінарії сестер Василіянок, приймала активну участь у суспільному житті молоді Львова. Вона була членкинею Куреня Старших Пластунів «Самітники», що належав до «Ордена Залізної Остроги».
В 1931 році о. Яків став парохом церкви св. Онуфрія в с. Дубрівка Лежайського деканату Перемишльської єпархії. В спогадах Мирослава Зубаля, виданих в США 1971р., згадується о. Яків. Він правив в греко-католицькій парохіЇ, де стояла старовинна церква з 18-го сторіччя. Його дім стояв завжди отвором для гостей, які приїжджали на кожні більші свята. Тоді можна було стрінути знайомих та приятелів і це були найкращі, незабутні часи. Особливо запам'яталися свята Різдва Христового, Йордану й Великодня, коли українська громада збиралася численно, зблизька й здалека. Під час церковних відправ співав у церкві хор добре вишколений тоді о. Мостюком. "Хоч ці люди, вийшовши з церкви, розмовляли по-польському, то це не перешкоджало їм бути добрими українськими патріотами. Вони говорили: «Ми єстесьми україньци».
4 квітня 1936 року о. Яків отримав канонічну інституцію від Йосафата Коциловського, який тоді очолював Перемишльську єпархію (унійну) в с. Миротині Лежайського деканату. В Миротині при греко-католицькій церкві діяла парохіяльна школа. У 1939 році в с. Миротині проживало 1370 мешканців, з них 260 українців-грекокатоликів, 1090 поляків і 20 євреїв. Крім своєї душпастирської діяльності в парафіях, де б не працював, о. Яків створював дорослі і дитячі хори, в яких прививав маленьким українцям любов до українського народу, традицій, пісень, розвивав музичні та творчі здібності своїх учнів, виявляв обдарованих дітей, прилучав батьків до виконання українських народних пісень.
В 1939—1945 рр був парохом в Церкві Преподобної Параскевії в Кавсько. Ортинський, дяк і хормейстер, який народився в с. Кавсько, згадує: ,що ще в ранньому дитинстві, разом зі своєю матір'ю, співав у сільському церковному хорі. Маючи 9 років (1940 р.), перші ази дяківського співу п. Мирослав почав пізнавати в хорі хлопчиків під опікою пароха о. Якова Мостюка.
В роки німецької окупації о. Яків далі продовжував розвивати і навчати співу українську молодь. Так, 9 листопада 1941р. у місцевій пресі з приводу концерту режисер драмгуртка у Стрию М. Кавка писав щодо хору з с. Кавсько на чолі з о. Мостюком. Коли згадати про цей концерт, то можна сміло сказати, що цей хор належить до найкращих хорів у районі. До репертуару цього хору належали твори Лисенка, Стеценка, Леонтовича, Колеси, Барвінського, Воробкевича.
За часів німецької окупації митрополит А. Шептицький взявся за відбудову і зміцнення УГКЦ, впорядкування літургійного життя, в тому числі й церковного співу. Так, на передсоборовому засіданні 16 листопада 1942 року повідомлено, що С. Людкевич «обіцяв свою співпрацю», а о. Мостюк з Перемишльської єпархії береться за впорядкування Гласопіснця (збірника церковних пісень).
Отець Яків з 1945 р. став настоятелем Собору Святого Юра у Львові. Після Псевдособору 1946 р. духовенство насильно змушували зрікатися греко-католицької віри.
У 1962р. республіканське релігійне відомство надіслало уповноваженому Ради у справах релігій при Раді Міністрів Української РСР (у Львівській області) Миколі Винниченку запит на матеріал про музику в галицькоцерковних обрядах— вінчання, хрещення, похорону і Літургії. Владні структури вирішили скористатися значним духовним і практичним досвідом отця Якова Мостюка, на той час священика собору св. Юра у Львові. Власне, він і підготував відповідний текст, примірник якого з часом опинився у матеріалах Державного архіву Львівської області.
24 січня 1964р. його зняли з реєстрації, тобто позбавили права служити в церкві у Львові. Причини— без дозволу органів радянської влади освятив воду на свято Йордана. І ще один з доносів на о. Якова - «у проповіді в соборі св. Юра на Різдво Христове закликав віруючих не звертати уваги на зусилля атеїстів відірвати їх від релігії, оскільки релігійна радість має в душі глибокі корені.»
У Святоюрському соборі, як стверджував радянський інформатор, «віруючі співали колядки націоналістичного змісту. Так, останній рядок колядки „Во Вифлеємі нині новина“ вони закінчили словами: „Даруй волю, даруй долю, нашій неньці Україні“. Іншого разу о. Яків сказав членам виконавчого органу собору: „…Ми повинні боротися з комунізмом і старатися, щоб було якомога більше хрещень, шлюбів… Це в наших інтересах“»
З доносів вповноваженого ради по справам релігії Г. Пінчука за 1963 рік— «священник Мостюк з львівської церкви Юра прикликав колегу Кременецького: „Духовенство зобовязане боротись проти комунізму“. Вони (священники) всі ще вороже настроєні. Вони розповсюджують слухи про те, що скоро в СССР буде відновлена греко-католицька церква».
З приходом радянської влади в Галичину о. Яків своїми проповідями умів тримати народ у постійному піднесенні духа й надії на краще завтра. О.Якова радянська влада багаторазово викликала на «розмови», під час яких у нього вимагали працювати на НКВС, доносити і відкривати Таїнства Сповіді. Звичайно, о. Яків на це не погодився і був висланий за межі Львова.
Після того, як о. Якову не дали можливості душпастерювати у Львові, він став парохом храму Святих Апостолів Петра і Павла в Рясне. В цій церкві о. Яків зробив значний вклад у її мистецьке відновлення— створив новий іконостас і прикрасив стіни новими образами, також розписував партії голосів для хору і викладав церковний спів. Отець Яків відомий тим, що Він вирізнявся ревністю в служінні та неабиякою смиренністю. Навіть, коли його церковна громада, яка  на той час складалася з жителів-переселенців з різних околиць, й на основі чого відбувалися  суперечки, навіть з приводу назви святині, отцю Якову вдавалося примирити громаду.
В 1967—1972 роках Яків Мостюк був настоятелем Свято-Успенської церкви міста Львова. Але совєтська влада не залишало його в покої. Інформатори-священнослужителі, що співпрацювали з НКВС, робили доноси на отця Якова, і неодноразово відбувались обшуки в його квартирі. Тоді він ховав в п'єці (пічці) в попелі книжки, за які могли арештувати і закатувати. Так, тепер в родинній колекціі внучки Олени є такі шедеври, як :"Великий Співанник Червоної Калини" і «Син України».
Маючи вроджений талант до музики і малювання, і розвинувши його в Академічній Українській Гімназії і Духовній семінарії, Яків Мостюк постійно малював картини (образи) на релігійну тематику для тих церков, в яких служив і не тільки. Вони досі прикрашають їх стіни. Свій музичний талант Яків використовував для гармонізації церковних пісень і колядок для церковного хору. Також у всіх єпархіях, де доводилось служити, організо-вував хори та хори для дітей і прививав молоді любов до української пісні.
Незадовго до своєї смерті, в 1970 р. Яків Мостюк закінчив систематизацію написаного ним музичного матеріалу Літургії Іоана Златоустого та хотів надрукувати в церковному журналі, який видавався в Києві. Проте в той час із відомих причин йому в цьому було відмовлено.
Його аранжуванням хори користуються досі, наприклад, Львівський чоловічий хор «Благовіст», який став одним з перших в Україні, його засновано у 1991 році.

## Родина
Яків Мостюк мав трьох синів— Романа(1932—1987), Володимира (1933—2008) і Зиновія (1942—2005). Всі сини навчались музики з дитинства: Роман грав на віолончелі, Володимир— на скрипці, (грав в симфонічному оркестрі Львівської Політехніки, коли там навчався), а Зиновій— на фортепіано і співав в церковномуи хорі.
Нащадками о. Якова є: донька Володимира— Надія Музика (Мостюк)(1959) з чоловіком Андрієм Музикою— проживає у Львові, її донька Соломія В'язовченко (1978) з чоловіком Олександром і синами— Данилом (2009) і Маркіяном (2013)— проживають в Києві, син Романа— Андрій Мостюк(1965—2021),його син— Роман (1999) та доньки Марта (1989) і Софія (1998)— проживають у Львові, донька Зиновія— Олена Зборівська (1971) з донькою Уляною (1993)— проживають в Торонто.

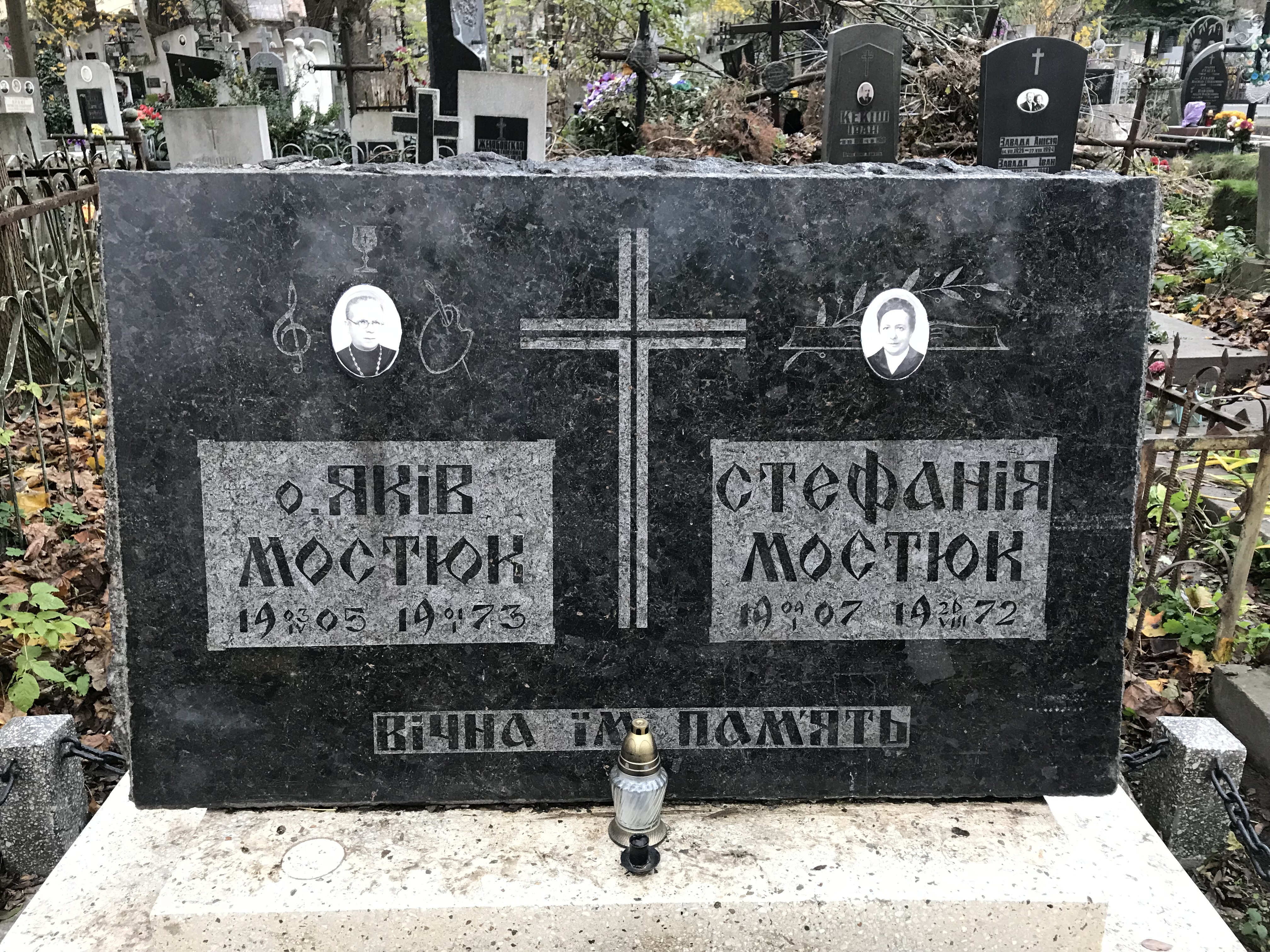
Могила о. Якова Мостюка та його дружини Стефанії, Янівський цвинтар

Помер Яків Мостюк 1 січня 1973 року, розпорядившись щодо сповіді і григорянки по смерті в католицькій вірі. Його поховали на Янівському кладовищі в м. Львові біля своєї дружини Стефанії.